# Charlottenburg-Nord

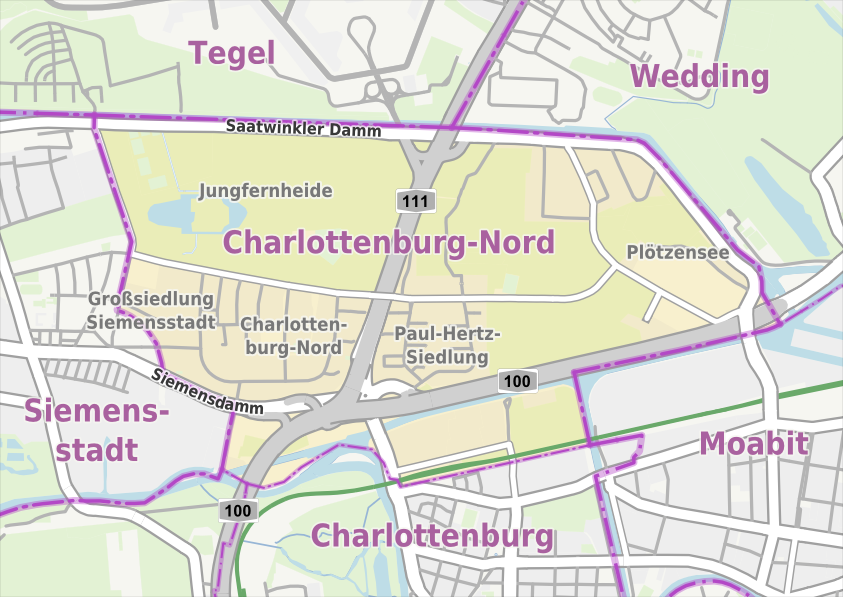
Mappa del quartiere

Charlottenburg-Nord è un quartiere (Ortsteil) di Berlino, appartenente al distretto (Bezirk) di Charlottenburg-Wilmersdorf.

### Testi di approfondimento
- (DE)  AG Stadterneuerung (a cura di), Stadterneuerung in Berlin-West. Perspektiven der Bestandsentwicklung, Berlino 1989.
- (DE)  Bauwelt, fascicolo 15, 1962, p. 399.
- (DE)  Geist, Küvers, Das Berliner Mietshaus 1945–1989, Monaco di Baviera 1989.
- (DE)  Machule, D., Die Wohngebiete 1919–1945, in Berlin und seine Bauten, IV A, Berlino 1970, pp. 175 e segg.
- (DE)  Neue Heimat, n. 2, 1962, p. 18.
- (DE)  Rave, J., Die Wohngebiete 1945–1967, in Berlin und seine Bauten, IV A, Berlino 1970, pp. 212 e segg.
- (DE)  Rave, R.; Knöfel, H.-J., Bauen in Berlin seit 1900, Berlino 1968.
- (DE)  Schmitt, K. W., Mehrgeschossiger Wohnbau, Stoccarda 1966.
- (DE)  AA.VV., Berliner Wohnquartiere. Ein Führer durch 70 Siedlungen, Reimer Verlag, Berlino 2003, pp. 178-181.